# Liste der Fahnenträger der gesamtkoreanischen Mannschaften bei Olympischen Spielen
Die Liste der Fahnenträger der gesamtkoreanischen Mannschaften bei Olympischen Spielen listet chronologisch alle Fahnenträger gesamtkoreanischer Mannschaften bei den Eröffnungsfeiern Olympischer Spiele auf. Die Mannschaften aus Nord- und Südkorea liefen zwar als gesamtkoreanische Mannschaft ein. Bei den Wettkämpfen traten sie jedoch als eigenständige Nationen an. Einzige Ausnahme war die gesamtkoreanische Eishockeymannschaft der Frauen bei den Winterspielen 2018.

## Liste der Fahnenträger
| Mannschaft          | Veranstaltung | Fahnenträger                |
| ------------------- | ------------- | --------------------------- |
| 2000 in Sydney      | Sommerspiele  | Jeong Eun-sun               |
| 2000 in Sydney      | Sommerspiele  | Pak Jung-chul (Offizieller) |
| 2004 in Athen       | Sommerspiele  | Kim Song-ho (Offizieller)   |
| 2004 in Athen       | Sommerspiele  | Ku Min-jung                 |
| 2006 in Turin       | Winterspiele  | Lee Bo-ra                   |
| 2006 in Turin       | Winterspiele  | Han Jong-in                 |
| 2018 in Pyeongchang | Winterspiele  | Hwang Chung-gum             |
| 2018 in Pyeongchang | Winterspiele  | Won Yun-jong                |

## Statistik
| Rang    | Sportart    | Anzahl |
| ------- | ----------- | ------ |
| 1       | Offizieller | 2      |
| 2       | Basketball  | 1      |
| 3       | Volleyball  | 1      |
| Gesamt: | Gesamt:     | 4      |

| Rang    | Sportart       | Anzahl |
| ------- | -------------- | ------ |
| 1       | Eisschnelllauf | 1      |
| 1       | Bobsport       | 1      |
| 1       | Eishockey      | 1      |
| 1       | Eiskunstlauf   | 1      |
| Gesamt: | Gesamt:        | 4      |

| Rang    | Sportart     | Anzahl |
| ------- | ------------ | ------ |
| 1       | Offizieller  | 2      |
| 2       | Basketball   | 1      |
| 2       | Bobsport     | 1      |
| 2       | Eishockey    | 1      |
| 2       | Eiskunstlauf | 1      |
| 2       | Volleyball   | 1      |
| Gesamt: | Gesamt:      | 8      |